# Kopftransplantation
Als Kopftransplantation bezeichnet man die Transplantation eines Kopfes auf einen anderen Körper. Da Spender und Empfänger für eine medizinische Sinnhaftigkeit solch einer Operation derselben Art angehören sollten, wird die Kopftransplantation zur allogenen Transplantation gezählt. Erste Versuche an Hunden gab es bereits in den 1950er Jahren. Der italienische Chirurg Sergio Canavero hat die weltweit erste Kopftransplantation am Menschen ursprünglich für das Frühjahr 2018 angekündigt. Im November 2017 wurde bekannt, dass die von Canavero in China geplante Transplantation von den dortigen Gesundheitsbehörden untersagt werden soll. Der Operationskandidat Valery Spiridonov, der sich dem Chirurgen ursprünglich zur Verfügung stellte, wurde Vater eines Kindes und zog indes seine Bereitschaft zurück. In der Zwischenzeit hat es bis Dezember 2021 keine berichteten Fortschritte gegeben. Die medizinische Gemeinschaft setzt sich mit den verbundenen ethischen Fragestellungen auseinander.

## Erste Versuche an Tieren

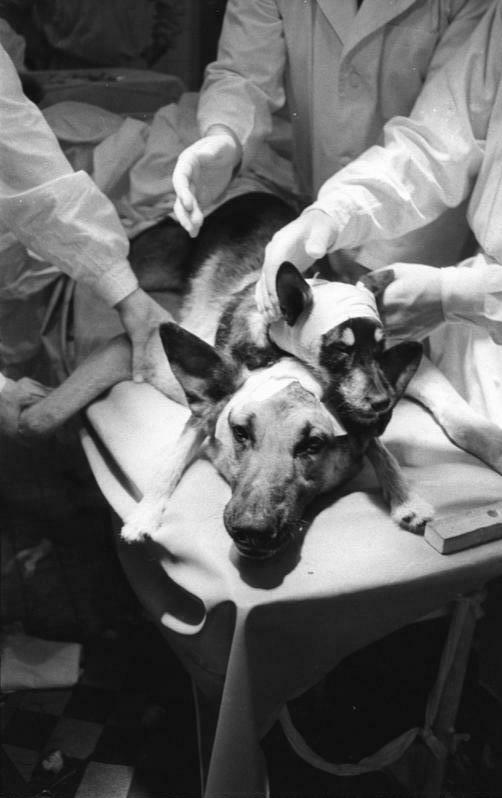
Die letzte von Wladimir Demichow am 13. Januar 1959 in der DDR gezeigte Kopftransplantation

Der russische Chirurg Wladimir Petrowitsch Demichow erntete in den 1950er Jahren internationale Aufmerksamkeit, als er einen zweiköpfigen Hund erschuf. Das Time Magazine berichtete 1955 darüber. Demichow verpflanzte in seinem Experiment den vorderen Teil eines Welpen samt Kopf auf den ausgewachsenen Schäferhund Rylschi. Für kurze Zeit schien der Eingriff geglückt, beide Köpfe bewegten sich, bellten und fraßen. Doch nach wenigen Tagen starb der Hund.
Im Jahr 1970 gelang es dem US-amerikanischen Chirurgen Robert J. White, einen Affenkopf auf einen anderen Körper zu verpflanzen. Allerdings konnte das Rückenmark nicht verbunden werden, sodass das Tier gelähmt war. Darüber hinaus musste der Affe künstlich beatmet werden. Trotz dieser Bemühungen starb das Tier nach neun Tagen infolge einer Immunreaktion, die zur Abstoßung des Kopfes durch den Körper führte.
Aktuellere Versuche wurden durch den chinesischen Arzt Ren Xiaoping an Mäusen und Affen durchgeführt. Er experimentierte an mehr als 1000 Mäusen, wobei die maximale Überlebensdauer eines operierten Versuchstiers einen Tag betrug. Auch einen Affenkopf konnte der Chirurg transplantieren. Dabei gelang ihm die Herstellung des Blutkreislaufs, ohne dass der Primat neuronale Schäden davontrug. Die Verbindung des Rückenmarks war jedoch auch Xiaoping nicht möglich, sodass der Affe gelähmt war und aus ethischen Gründen nach 20 Stunden eingeschläfert wurde.

## Die erste Kopftransplantation am Menschen
Für Dezember 2017 hatte Sergio Canavero geplant, den Kopf des Russen Waleri Spiridonow auf einen Spenderkörper zu verpflanzen. Wie sich der Eingriff gestalten sollte, stellte Canavero im September 2014 auf der Konferenz der American Academy of Neurological and Orthopaedic Surgeons in Annapolis vor. Spiridonow erfuhr bereits im Juni 2013 von der Vision Canaveros und meldete sich freiwillig für den Eingriff. Er gab allerdings an, sich erst nach einem erfolgreichen Tierversuch hierzu bereitzuerklären.

### Grund der Transplantation
Waleri Spiridonow leidet an der Werdnig-Hoffmann-Störung, einer seltenen Form des Muskelschwunds, die auch als spinale Muskelatrophie bezeichnet wird. Sie führt zum Absterben von Nervenzellen im Rückenmark und damit zur Lähmung der Muskulatur. Aufgrund der resultierenden Bewegungsarmut bilden sich auch die noch funktionstüchtigen Muskeln zurück. Darüber hinaus führt die mangelnde Bewegung zu einer Verformung des Skeletts.

### Ablauf und Schwierigkeiten

#### Abstoßung des Kopfes
Wie bei jeder Organtransplantation besteht das Risiko, dass das transplantierte Gewebe vom Immunsystem abgestoßen wird. Dagegen können Medikamente helfen, die bereits bei anderen Transplantationen erfolgreich eingesetzt werden.

#### Blutversorgung
Ein größeres Problem stellt die Blutversorgung des Gehirns dar. Um Zeit für den Anschluss des Kopfes an den Blutkreislauf des Spenderkörpers zu gewinnen, soll der Körper des Patienten auf 12 bis 15 °C heruntergekühlt werden. Infolge der Reduzierung der Körpertemperatur benötigen die Zellen weniger Energie und damit auch weniger Sauerstoff. Veit Braun, Sekretär der Deutschen Gesellschaft für Neurochirurgie, geht aber davon aus, dass der Patient dadurch einen Schlaganfall erleiden wird.

#### Verbindung von Kopf und Körper
Nachdem der Patient auf die Zieltemperatur gebracht wurde, soll das Halsgewebe entfernt werden. Im nächsten Schritt sind die Hauptgefäße von Kopf und Körper miteinander zu verbinden, um den Blutkreislauf wiederherzustellen. Danach erfolgt die Durchtrennung des Rückenmarks mit einem geraden, scharfen Schnitt, um die Verletzungen an den Nerven zu minimieren. Allerdings wachsen Nervenfasern nicht von selbst wieder zusammen. Um diesem Problem zu begegnen, soll die Chemikalie Polyethylenglykol (PEG) eingesetzt werden, damit neue Nervenfasern aus dem Gehirn wachsen und die Lücke im Rückenmark geschlossen werden kann. Dieses Vorgehen konnte allerdings erst bei einem einzigen Menschen erfolgreich angewandt werden. Der Urheber dieser Methode, der deutsche Neurobiologe Hans Werner Müller vom Molecular Neurobiology Laboratory der Universität Düsseldorf, glaubt allerdings nicht an einen Erfolg des Vorhabens. Sollte die PEG-Methode fehlschlagen, könnte die Bewegungsfähigkeit nach Canaveros Ansicht aber auch durch künstliche Stromimpulse erzeugt werden, da das Rückenmark in begrenztem Maße in der Lage ist, komplexe Bewegungen zu steuern.

#### Genesungsphase
Um den Heilungsprozess nach der Operation möglichst reibungslos zu gestalten, wird der Patient für etwa vier Wochen in ein künstliches Koma versetzt. Dadurch werden ungewollte Bewegungen vermieden und die Heilungschancen erhöht. Im Anschluss daran soll der Patient bereits wieder den Kopf bewegen und sprechen können. Bis der Patient wieder gehen kann, wird vermutlich ein Jahr vergehen.

### Ethische Aspekte
Neben den medizinischen Hürden bestehen bei der Kopftransplantation auch ethische Bedenken. Maßgeblich für die Vertretbarkeit des Eingriffs kann die Frage nach der Definition des Lebens sein. Unter der Annahme, dass die Persönlichkeit eines Menschen ausschließlich im Gehirn verankert ist, sei Canaveros Vorhaben nach Meinung der Neurologin und Bioethikerin Patricia Scropko vom Salinas Valley Memorial Healthcare System in Kalifornien ethisch zu rechtfertigen. Die WHO erklärte, es sei unwahrscheinlich, dass sich ein Ethikkomitee für die Operation ausspräche. Nach Ansicht des Präsidenten der amerikanischen Vereinigung der Neurochirurgen, Hunt Batjer, könnte die Operation beim Patienten sogar eine ungeahnte Form des Wahnsinns auslösen.